# Linkerskopf
Le Linkerskopf est une montagne d'Allemagne qui s'élève à 2 459 m d'altitude dans les Alpes d'Allgäu dans le Sud de la Bavière.